# Інститут Пауля Шеррера
Інститут Пауля Шеррера (англ. Paul Scherrer Institute, PSI) — багатопрофільний науково-дослідний інститут з природничих та інженерних наук у Швейцарії. Він розташований у кантоні Ааргау в муніципалітетах Філліген і Вюренлінген по обидві сторони річки Ааре і займає площу понад 35 гектарів. Належить до домену Швейцарських федеральних технологічних інститутів. В інституті працює близько 2100 осіб. Він проводить фундаментальні та прикладні дослідження. Близько 37 % дослідницької діяльності інституту зосереджено на матеріалознавстві, 24 % на науках про життя, 19 % на загальній енергетиці, 11 % на ядерній енергетиці та безпеці та 9 % на фізиці елементарних частинок.
PSI розробляє, будує та використовує великі дослідницькі прилади та надає доступ до них іншим дослідницьким установам. Наприклад, у 2017 році понад 2500 дослідників із 60 різних країн приїхали до Інституту Пауля Шеррера. Щороку на близько 40 вимірювальних станціях інституту проводиться близько 1900 експериментів.
Останніми роками інститут був одним із найбільших одержувачів фінансування зі швейцарського лотерейного фонду.

## Історія
Інститут, названий на честь швейцарського фізика Пауля Шеррера, був створений у 1988 році, коли EIR (Eidgenössisches Institut für Reaktorforschung, Швейцарський федеральний інститут досліджень реакторів, заснований у 1960 році) було об'єднано з SIN (Schweizerisches Institut für Nuklearphysik, Швейцарський інститут ядерних досліджень, заснований в 1968 році). Два інститути на протилежних берегах річки Ааре слугували національними центрами досліджень: один зосереджувався на ядерній енергетиці, а інший — на ядерній фізиці та фізиці елементарних частинок. З роками дослідження в центрах поширилися на інші сфери, а сьогодні ядерна та реакторна фізика становить лише 11 відсотків дослідницької роботи в PSI. Оскільки в 2011 році Швейцарія ухвалила рішення про поступову відмову від ядерної енергетики, ці дослідження в основному стосуються питань безпеки, наприклад, збереження радіоактивних відходів у глибоких геологічних сховищах.

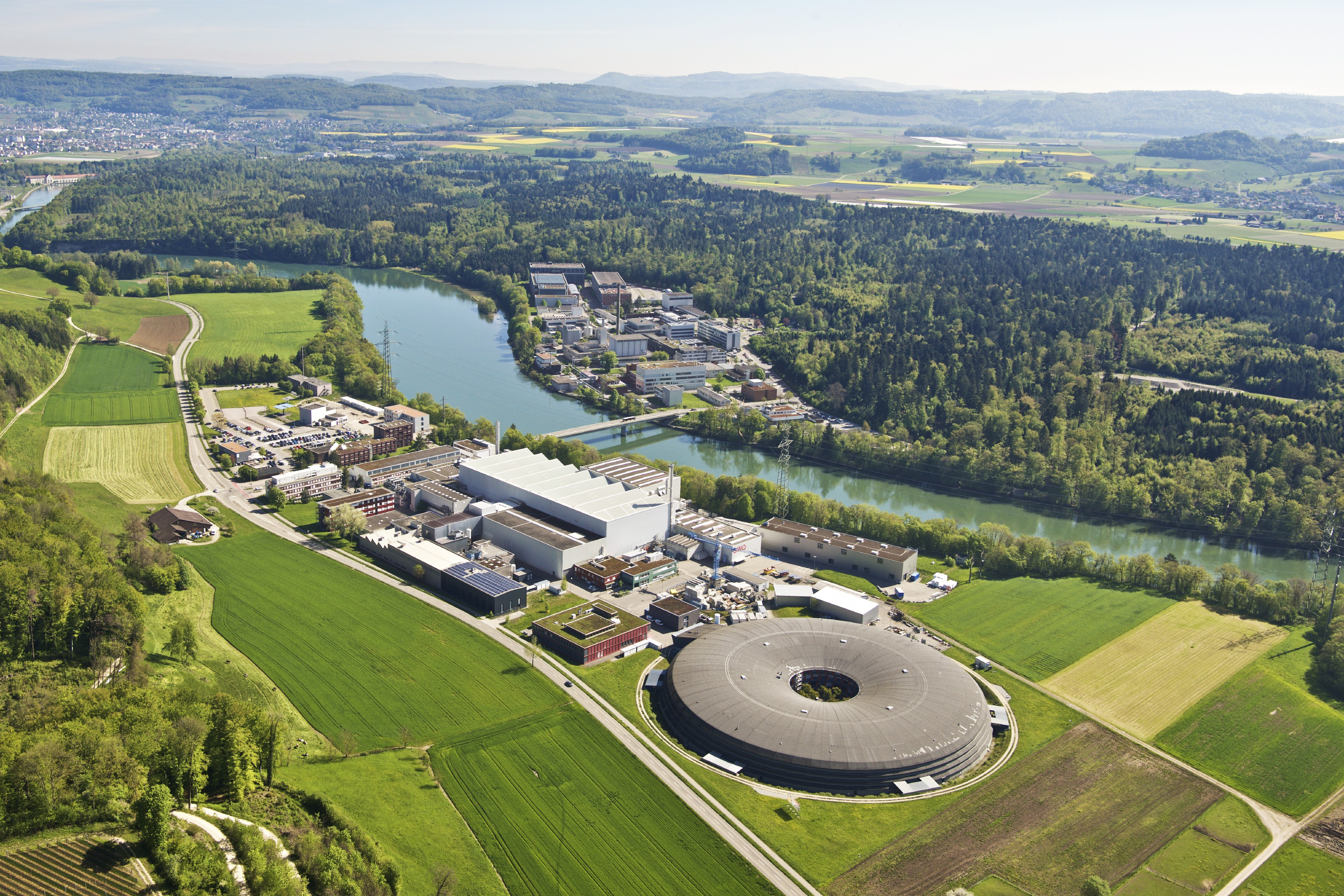
PSI розташований на обох берегах річки Ааре в кантоні Ааргау, Швейцарія

З 1984 року PSI керує центром протонної терапії для лікування пацієнтів з меланомами очей та іншими пухлинами, розташованими глибоко всередині тіла. Станом на 2020 там проліковано понад 9 тисяч пацієнтів.
Інститут також активно займається космічними дослідженнями. Наприклад, у 1990 році інженери PSI побудували детектор телескопа EUVITA для російського супутника Spectrum XG, а пізніше виготовили для NASA та ESA детектори для аналізу радіації в космосі. У 1992 році фізики використали прискорювальну мас-спектроскопію та радіовуглецеві методи, щоб визначити вік Етці, мумії, знайденої роком раніше в льодовику в Ецтальських Альпах, на основі невеликих зразків кістки, тканини та трави масою лише кілька міліграмів. Їх проаналізували на прискорювачі TANDEM біля Цюріха, яким на той час спільно керували ETH Zurich та PSI.
У 2009 році британський структурний біолог індійського походження Венкатраман Рамакрішнан був удостоєний Нобелівської премії з хімії, серед іншого, за його дослідження в SLS (Synchrotron Light Source Switzerland, швейцарське синхротронне джерело світла) — одному з чотирьох великих дослідницьких центрів PSI. Його дослідження там дозволили Рамакрішнану прояснити, як виглядають рибосоми та які процеси на молекулярному рівні дозволяють їм виробляти білкив клітинах живих організмів.
У 2010 році міжнародна група дослідників PSI використала мюони для нового вимірювання протона та виявила, що його радіус значно менший, ніж вважалося раніше: 0,84184 фемтометра замість 0,8768. Вимірювання були можливі лише за допомогою прискорювача протонів HIPA, оскільки його вторинно генерований промінь мюонів є єдиним у світі достатньо інтенсивним для проведення такого експерименту.
У 2011 році дослідникам з PSI та інших країн вдалося за допомогою SLS розшифрувати основну структуру білкової молекули родопсину, оптичного пігменту, який діє як датчик світла і відіграє вирішальну роль у процесі зору.
Так званий «бочкоподібний піксельний детектор», створений у PSI, був центральним елементом детектора CMS у Женевському центрі ядерних досліджень CERN і, таким чином, брав участь у виявленні бозона Хіггса. Це відкриття, оголошене 4 липня 2012 року, було удостоєно Нобелівської премії з фізики через рік.
У січні 2016 року з PSI до США вивезли 20 кілограмів плутонію. Він був отриманий із перероблених паливних стрижнів дослідницького реактора Diorit, який експлуатувався з 1960 по 1977 рік, і мав використовуватись для розробки нового покоління тепловиділяючих елементів для атомних електростанцій, але ці розробки так і не відбулись. Коли в 2011 році було ухвалено рішення про поступову відмову від ядерної енергетики, стало зрозуміло, що цей матеріал у Швейцарії більше не використовуватиметься. У 2014 році на саміті з ядерної безпеки Федеральна рада вирішила закрити швейцарське сховище плутонію. За двосторонньою угодою між країнами, плутоній був переданий до США для подальшого зберігання.
Протягом багатьох років було засновано численні допоміжні компанії PSI, щоб зробити результати досліджень доступними для широкого суспільства. Найбільшим відділенням зі 120 співробітниками є Dectris, заснована в 2006 році в сусідньому Бадені, яка спеціалізується на розробці та маркетингу рентгенівських детекторів. Компанія SwissNeutronics у Клінгнау, заснована ще в 1999 році, займається продажем оптичних компонентів для нейтронних дослідницьких установок. Кілька недавніх відгалужень PSI, такі як виробник металоорганічних каркасів novoMOF і розробник ліків leadXpro, розташовані поруч із PSI у парку Innovaare, який був заснований у 2015 році за підтримки кількох компаній і кантону Ааргау.

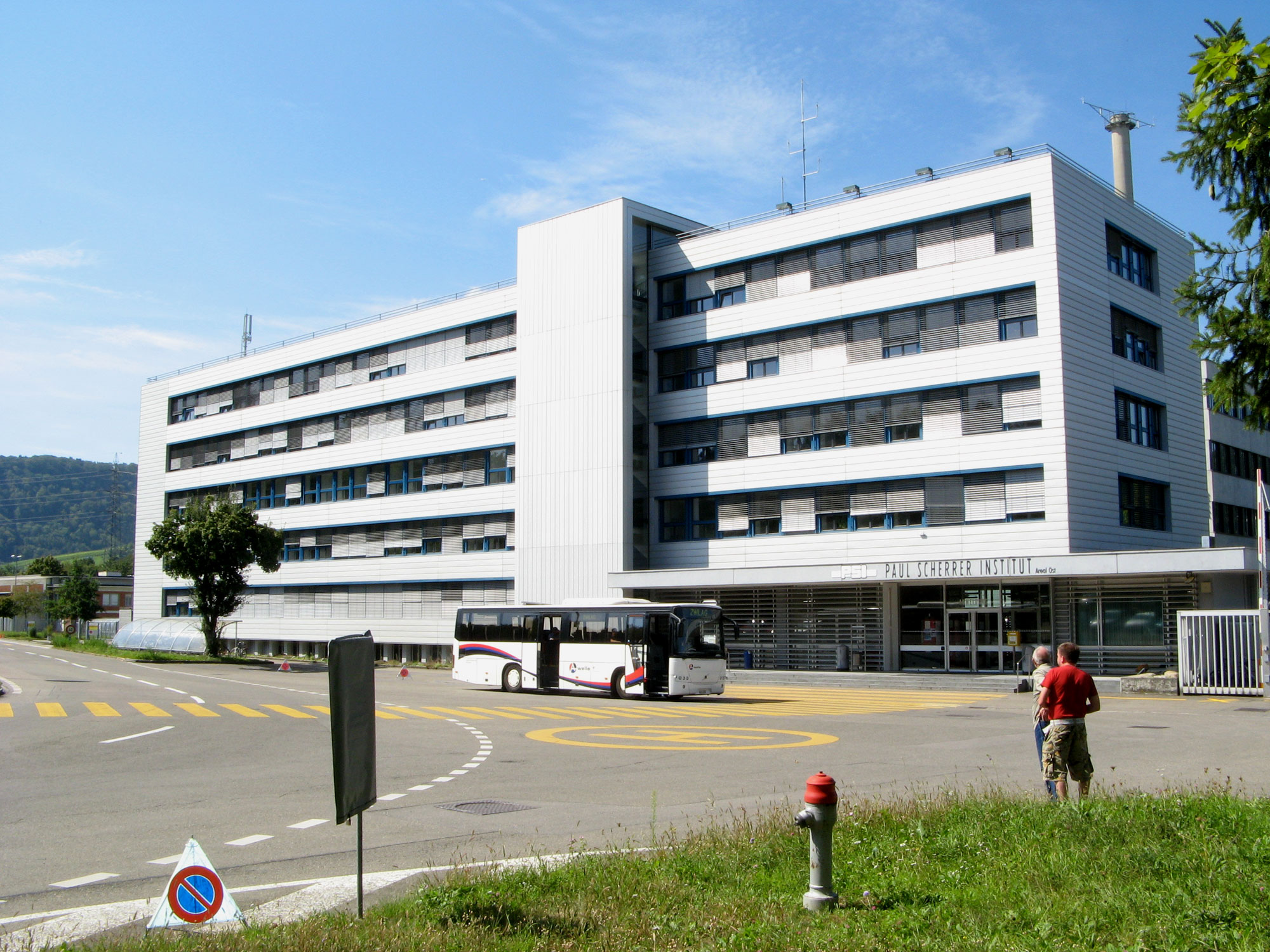
Адміністративна будівля PSI на сході PSI у Вюренлінгені

## Директори
- 1988—1990 — Жан-П'єр Блазер
- 1990—1991 — Антон Мент
- 1991—1992 — Вілфред Гірт (в.о.)
- 1992—2002 — Мейнрад Еберле
- 2002—2007 — Ральф Айхлер
- 2007—2008 — Мартін Єрманн (в.о.)
- 2008—2018 — Жоель Мезо[en]
- 2019—2020 — Тьєррі Штрессле (в.о.)
- З 2020 — Крістіан Рюгг